# 전희영
전희영(1981년 12월 30일 ~ )은 대한민국의 방송사 원주MBC의 아나운서이다.

## 경력
- 2004년 ~ 2014년 원주MBC 아나운서

## 학력
- ~ 2004년 성신여자대학교 정치외교학 학사

## 출연 프로그램

### 과거
- 원주MBC - 《MBC 뉴스데스크》(평일)
- 원주MBC - 《MBC 정오종합뉴스》(매일)
- 원주MBC - 《MBC 3시 뉴스》(매일)
- 원주MBC - 《MBC 5시 뉴스》(매일)
- 원주MBC - 《TV 속의 TV 원주》
- 원주MBC - 《투어 대한민국》
- 원주MBC - 《원주MBC 별이 빛나는 밤에》(매일)
- 원주MBC - 《굿모닝FM 전희영입니다》(매일)
- 원주MBC - 《정오의 희망곡 전희영입니다》(매일)
- 원주MBC - 《전희영의 음악동네》(매일)
- 원주MBC - 《생방송 전국시대》
- 원주MBC - 《아하 행복한 TV》
- 원주MBC - 《MBC 이브닝 뉴스》(평일)
- 원주MBC - 《전희영의 음악동네》(매일)
- 삼척MBC - 《강원퀴즈 한마당》(평일)